# 팔카타

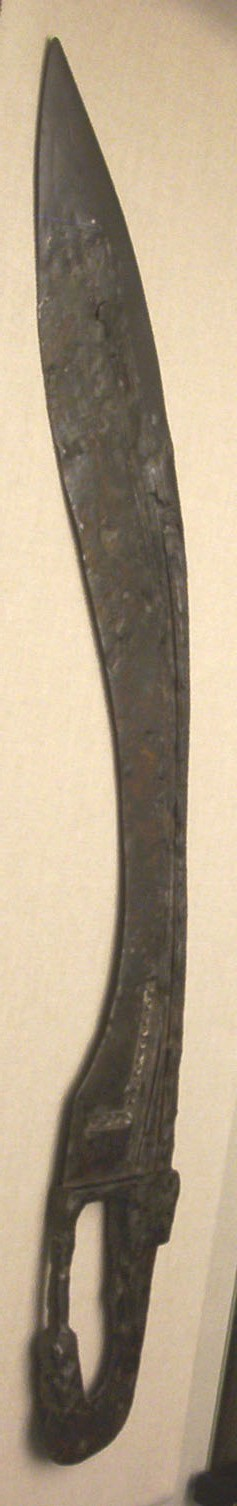
기원전 4세기의 이베리아 팔카타 (스페인 국립 고고학 박물관).

팔카타(falcata)는 로마 이전 시대의 이베리아반도(오늘날의 스페인과 포르투갈)에서의 대표적인 검이다.

## 명칭
팔카타라는 용어는 그리 오래되지는 않았다. 스페인의 역사가 페르난도 풀고시오가 1872년에 라틴어의 표현인 ensis falcatus "낫 모양의 검" (하르페를 여기기도 한다)를 사용하면서 붙여진 것으로 보인다.

## 같이 보기
- 코피스
- 야타간
- 오크셧 분류법